# Dom przy ul. Górniczej 23 w Tarnowskich Górach
Dom przy ul. Górniczej 23 w Tarnowskich Górach – wpisana do rejestru zabytków nieruchomych województwa śląskiego  chałupa gwarecka z 1821 roku  znajdująca się w Tarnowskich Górach, w granicach dzielnicy Śródmieście-Centrum, przy ul. Górniczej naprzeciwko remizy strażackiej .

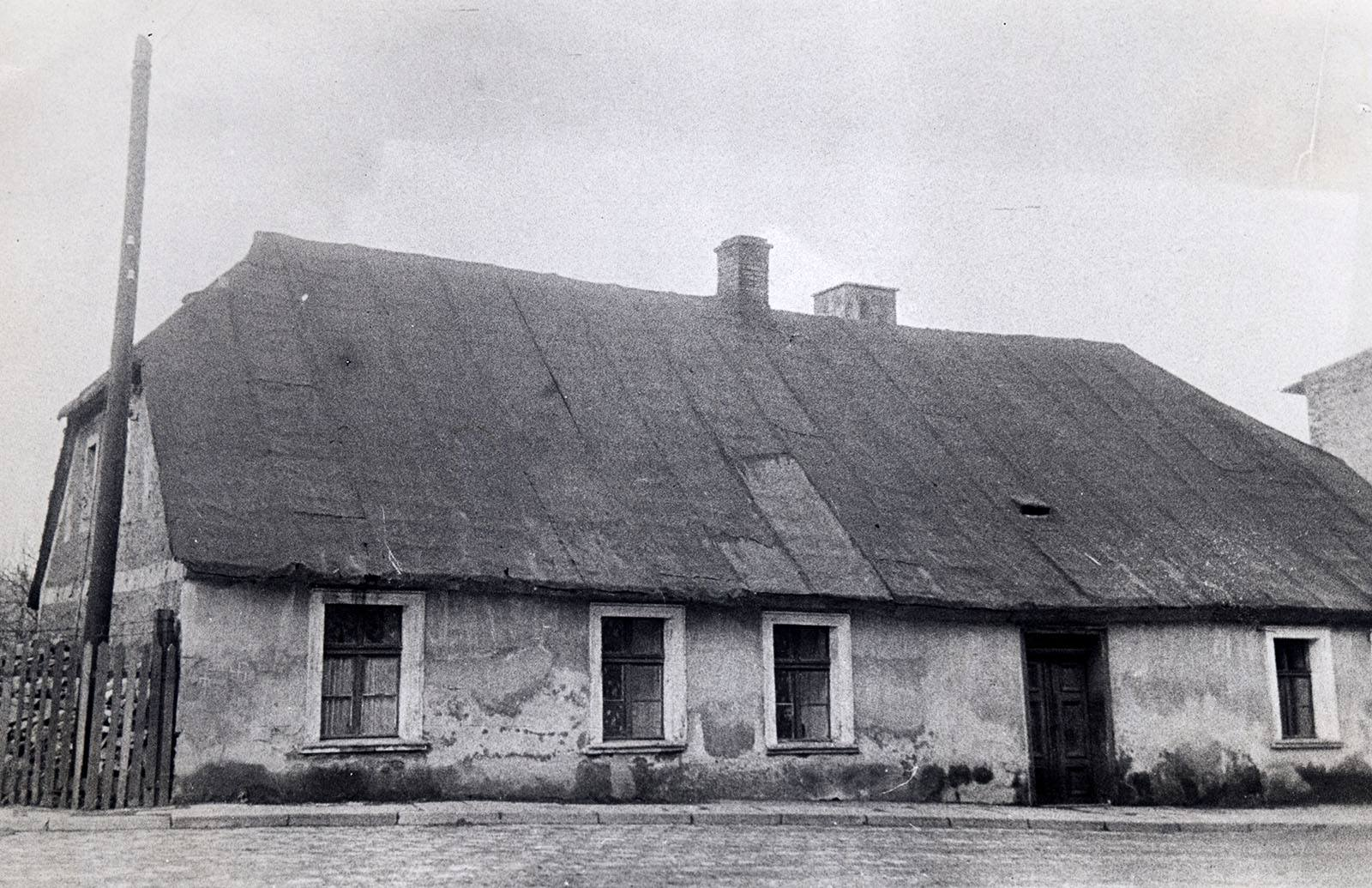
Budynek w latach 40. XX wieku

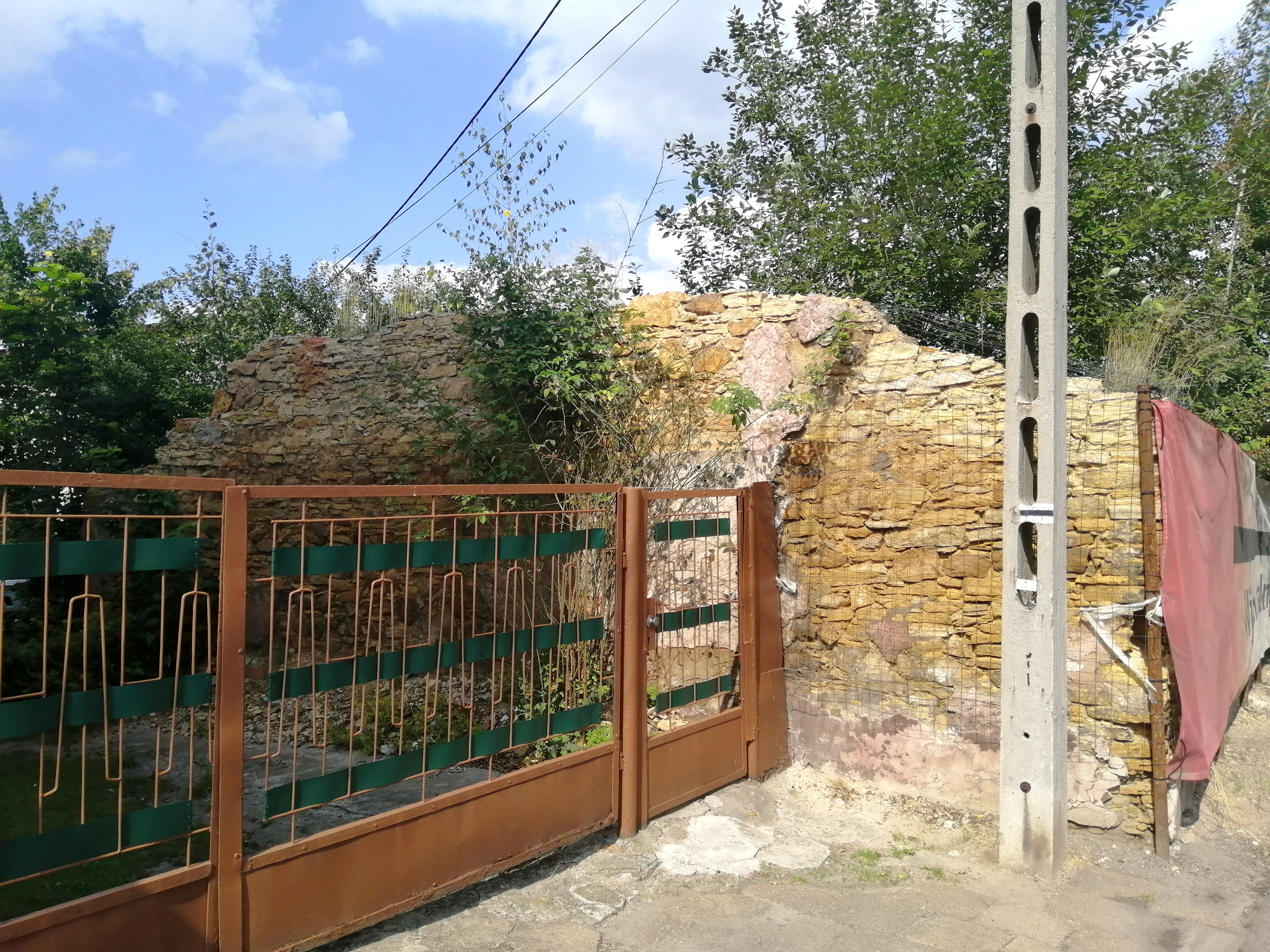
Pozostałości południowej ściany szczytowej w 2021 roku

Budynek zbudowany na rzucie prostokąta, parterowy i dwutraktowy, elewacja pierwotnie sześcioosiowa; dwie osie od strony północnej uległy zawaleniu . W osi elewacji znajdowała się przelotowa sień, a w pomieszczeniu na prawo od niej na belkowanym drewnianym stropie była zachowana data budowy domu 1821. Budynek posiadał komin przełazowy, nakryty był dachem naczółkowym krytym papą.
Chata wpisana została do rejestru zabytków ówczesnego województwa katowickiego 28 maja 1966 roku  .
Obiekt obecnie jest w ruinie. Zawaleniu uległa jedna z czterech ścian zewnętrznych, fragment ściany frontowej oraz dach. Do czasów współczesnych zachował się jedynie parter, część ściany szczytowej od strony południowej oraz fragmenty ściany zachodniej .
Dom przy ul. Górniczej 23 jest jedną z kilku XIX-wiecznych chałup typowych dla wiejskiego budownictwa regionu Tarnowskich Gór. Podobne budynki – w lepszym bądź gorszym stanie – zachowały się na terenie miasta jeszcze m.in. przy ul. Górniczej 39, ul. Kaczyniec 2, ul. Nałkowskiej 5 czy ul. Szymały 1 (dom z 1824 roku, który był własnością Rudolfa von Carnalla) .